# ألكسندر نازارشوك
ألكسندر نازارشوك (6 أغسطس 1939 - 1 فبراير 2021) سياسي روسي. شغل منصب وزير الزراعة ورئيس الجمعية التشريعية ألتاي كراي.

## السيرة الشخصية
تخرج نازارشوك من جامعة ولاية ألتاي الزراعية وحصل على الدكتوراه في العلوم البيولوجية. في عام 1964 بدأ العمل كمفتش عام للإدارة الجماعية للمزارع قبل أن يشرف على جميع الإنتاج الزراعي في مقاطعة رومانوفسكي. من عام 1977 إلى عام 1985 شغل منصب السكرتير الأول للجنة منطقة رومانوفسكي التابعة للحزب الشيوعي للاتحاد السوفيتي، ومن عام 1985 إلى عام 1987 شغل منصب السكرتير الأول للجنة مقاطعة شيبونوفسكي التابعة للحزب الشيوعي.
في عام 1990 تم انتخاب نازارشوك لعضوية مجلس نواب الشعب في روسيا، وظل يعمل حتى حل المجلس في عام 1993. في ذلك العام تم انتخابه في مجلس الدوما كعضو في الحزب الزراعي الروسي. ثم شغل منصب وزير الزراعة في الفترة من 27 أكتوبر 1994 إلى 12 يناير 1996، وكان رئيسًا لمجلس ألتاي كراي التشريعي من 31 مارس 1996 إلى 3 مارس 2008. وكان أيضًا عضوًا فخريًا في مجلس الاتحاد من عام 1996 إلى عام 2001.
في عام 2005 أصبح نازارشوك منافسًا سياسيًا لحاكم ألتاي كراي ميخائيل إفدوكيموف. تم عزل إفدوكيموف من منصب الحاكم في مارس، على الرغم من أنه اجتاز تصويت حجب الثقة، وتوفي في حادث سيارة في أغسطس من ذلك العام.
أعلن نازارشوك استقالته من رئاسة الجمعية التشريعية في ألتاي كراي بسبب خلافات مع النواب. لم يحتفظ بمقعده في الجمعية في انتخابات ذلك العام، وبالتالي تولى الرئاسة إيفان لور.
توفي ألكسندر نازارشوك في سولينشينوي في 1 فبراير 2021 عن عمر يناهز 81 عامًا.